# Дженні Тінхвей Джан
Дженні Тінхвей Чжан (…) — китайсько-американська письменниця з Техасу, авторка роману «Чотири скарби неба».

## Освіта
Здобула ступінь магістра наукової літератури в Університеті Вайомінга. Джан — редакторка прози в журналі Adroit Journal і писала документальні тексти для видань The Cut, Bustle, Huffington Post і HelloGiggles; її фантастика з’явилася в Ninth Letter, Passages North, CALYX, The Rumpus тощо.

## Книги
«Чотири скарби неба» — її дебютний роман. Він був вибором редактора New York Times Book Review, його рецензували NPR, The Washington Post і Publishers Weekly тощо. Українською роман вийшов у видавництві «Лабораторія» у 2022 році в перекладі Інни Бодак.